# Temple mormon de Buenos Aires
 (septembre 2022).
Si vous disposez d'ouvrages ou d'articles de référence ou si vous connaissez des sites web de qualité traitant du thème abordé ici, merci de compléter l'article en donnant les références utiles à sa vérifiabilité et en les liant à la section « Notes et références ».
Le temple mormon de Buenos Aires est un temple de l’Église de Jésus-Christ des saints des derniers jours situé à Ciudad Evita près de Buenos Aires, en Argentine. Il a été inauguré le 17 janvier 1986.
[à développer]